# خالد محفوظ بحاح
خالد محفوظ بحاح (انگلیسی: Khaled Mahfoudh Bahah؛ زادهٔ ۱۹۶۵) سیاستمدار اهل یمن است. وی از سال ۲۰۱۴ نخست‌وزیر یمن و از سال ۲۰۱۵ معاون رئیس‌جمهور یمن است.
بحاح تحصیلات دانشگاهی خود را در دانشگاه پونا هند انجام داد. در سال ۲۰۱۱، خالد بحاح ضمن حمایت از انقلاب در یمن، خواستار استعفای رئیس جمهور علی عبدالله صالح و جلوگیری از خونریزی بیشتر در یمن شد. او همچنین بنا به اعتراض به خشونت دولت صالح علیه شهروندان خود، حزب حاکم را ترک کرد. در زمستان ۲۰۱۴ وی به عنوان نخست‌وزیر یمن انتخاب شد.